# Leffard

Leffard este o comună în departamentul Calvados, Franța. În 1 ianuarie 2022 avea o populație de 209 de locuitori.